# La Liga 1949-1950
Statisticile pentru sezonul La Liga 1949-1950.

La acest sezon au participat următoarele cluburi:
| - Athletic Bilbao - Atlético Madrid - FC Barcelona - Celta Vigo - Deportivo La Coruña - RCD Espanyol - Gimnàstic de Tarragona |  | - CD Málaga - Real Madrid C.F. - Real Oviedo - Real Sociedad - Real Valladolid - Sevilla FC - Valencia CF |

## Clasament
| Poziție | Club                   | Meciuri jucate | V  | E | Î  | GÎ | GP | Puncte | A   | Comentarii                       |
| ------- | ---------------------- | -------------- | -- | - | -- | -- | -- | ------ | --- | -------------------------------- |
| 1       | Atlético Madrid        | 26             | 15 | 3 | 8  | 71 | 51 | 33     | 20  | Champion of La Liga              |
| 2       | Deportivo La Coruña    | 26             | 12 | 8 | 6  | 48 | 38 | 32     | 10  |                                  |
| 3       | Valencia CF            | 26             | 12 | 7 | 7  | 71 | 43 | 31     | 28  |                                  |
| 4       | Real Madrid C.F.       | 26             | 11 | 9 | 6  | 60 | 49 | 31     | 11  |                                  |
| 5       | FC Barcelona           | 26             | 13 | 3 | 10 | 67 | 47 | 29     | 20  |                                  |
| 6       | Athletic Bilbao        | 26             | 12 | 5 | 9  | 72 | 66 | 29     | 6   |                                  |
| 7       | Celta Vigo             | 26             | 13 | 2 | 11 | 63 | 50 | 28     | 13  |                                  |
| 8       | Real Sociedad          | 26             | 9  | 9 | 8  | 57 | 43 | 27     | 14  |                                  |
| 9       | Real Valladolid        | 26             | 8  | 9 | 9  | 49 | 46 | 25     | 3   |                                  |
| 10      | Sevilla FC             | 26             | 11 | 3 | 12 | 60 | 61 | 25     | -1  |                                  |
| 11      | RCD Espanyol           | 26             | 8  | 6 | 12 | 42 | 64 | 22     | -22 |                                  |
| 12      | CD Málaga              | 26             | 8  | 5 | 13 | 44 | 51 | 21     | -7  |                                  |
| 13      | Gimnàstic de Tarragona | 26             | 7  | 2 | 17 | 39 | 99 | 16     | -70 | Retrogradare în Segunda División |
| 14      | Real Oviedo            | 26             | 4  | 7 | 15 | 30 | 65 | 15     | -35 | Retrogradare în Segunda División |